# (200173) 1999 GU13
(200173) 1999 GU13 es un asteroide perteneciente al cinturón de asteroides, descubierto el 14 de abril de 1999 por el equipo del Spacewatch desde el Observatorio Nacional de Kitt Peak, Arizona, Estados Unidos.

## Designación y nombre
Designado provisionalmente como 1999 GU13.

## Características orbitales
1999 GU13 está situado a una distancia media del Sol de 3,103 ua, pudiendo alejarse hasta 3,587 ua y acercarse hasta 2,620 ua. Su excentricidad es 0,155 y la inclinación orbital 0,680 grados. Emplea 1997,38 días en completar una órbita alrededor del Sol.

## Características físicas
La magnitud absoluta de 1999 GU13 es 16,2.